# Les Rousses
Les Rousses är en kommun i departementet Jura i regionen Bourgogne-Franche-Comté i östra Frankrike. Kommunen ligger i kantonen Morez som tillhör arrondissementet Saint-Claude. År 2022 hade Les Rousses 3 702 invånare.

## Befolkningsutveckling
Antalet invånare i kommunen Les Rousses
Referens:INSEE